# Arboretum Robert Ruffier-Lanche
El Arboreto de Robert Ruffier-Lanche ( en francés : Arboretum Robert Ruffier-Lanche) es un arboreto de 3 hectáreas de extensión, en Saint-Martin-d'Hères, Francia. 

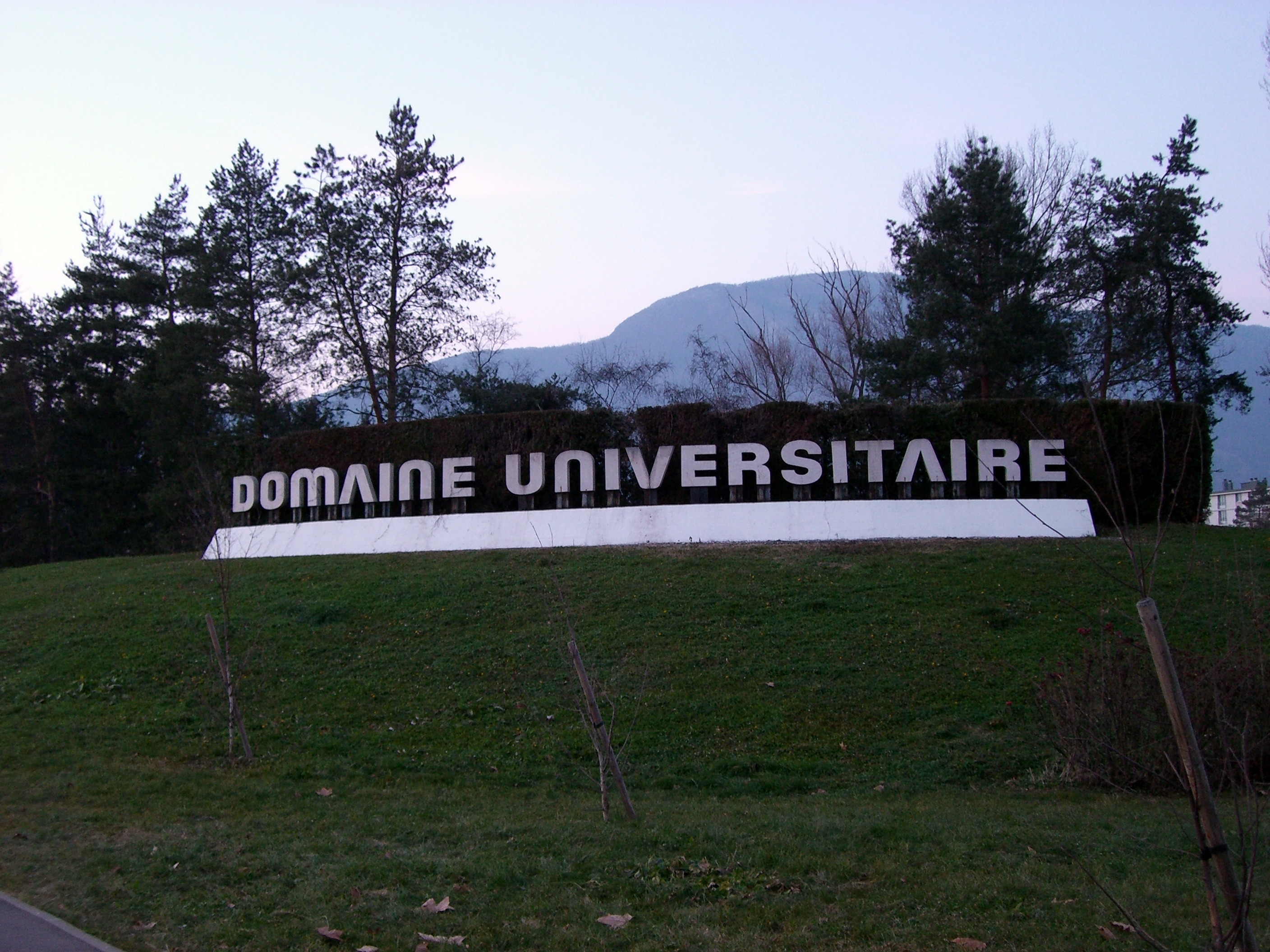
Entrada al dominio universitario de Saint-Martin-d'Hères.

## Localización
Arboretum Robert Ruffier-Lanche 2233 rue de la Piscine, Saint-Martin-d'Hères, Département de Isère, Ródano-Alpes, France-Francia. 
Planos y vistas satelitales, 45°11′39″N 5°46′40″E / 45.19417, 5.77778
Es visitable a lo largo de todo el año. La entrada es gratuita.

## Historia
El arboreto fue creado en 1966 junto al río Isère por Robert Ruffier-Lanche, jardinero jefe del alpinum Jardin botanique alpin du Lautaret. 
Después de algunos años de abandono, su restauración comenzó en 1999. 
Con el apoyo de las autoridades locales (municipios, y el departamento de Isère, en la región Ródano-Alpes) se pudo establecer el etiquetado de los árboles, la creación de un estanque y la reclasificación de parte de los pasillos.
Está administrado por la Universidad de Grenoble, a través de su rama de las materias de ciencias denominada Université Joseph Fourier.

## Colecciones botánicas
Este arboreto alberga más de 200 especies de árboles y arbustos procedentes de ecosistemas de clima templado de todo el mundo.
Incluye algunos especímenes maduros destacables de Davidia involucrata, Paulownia tomentosa var tsinlingensis, y Quercus rugosa.
En el 2003 se instaló una trayectoria planetaria en el Arboreto que lleva el nombre de Manuel Forestini, investigador de universidad de Grenoble fallecido en 2003 a la edad de 40 años. 
El sendero planetario es una representación concreta del sistema solar. Esta representación se hace en una escala tal que podamos entender mejor las respectivas dimensiones de los componentes del sistema solar. En este camino, cada metro recorrido por el visitante representa diez millones kilómetros.
Los invernaderos están bajo proyecto de construcción para estudiar las plantas y las plantas alpinas durante todo el año bajo condiciones controladas de laboratorio.